# PKP řada Ty23

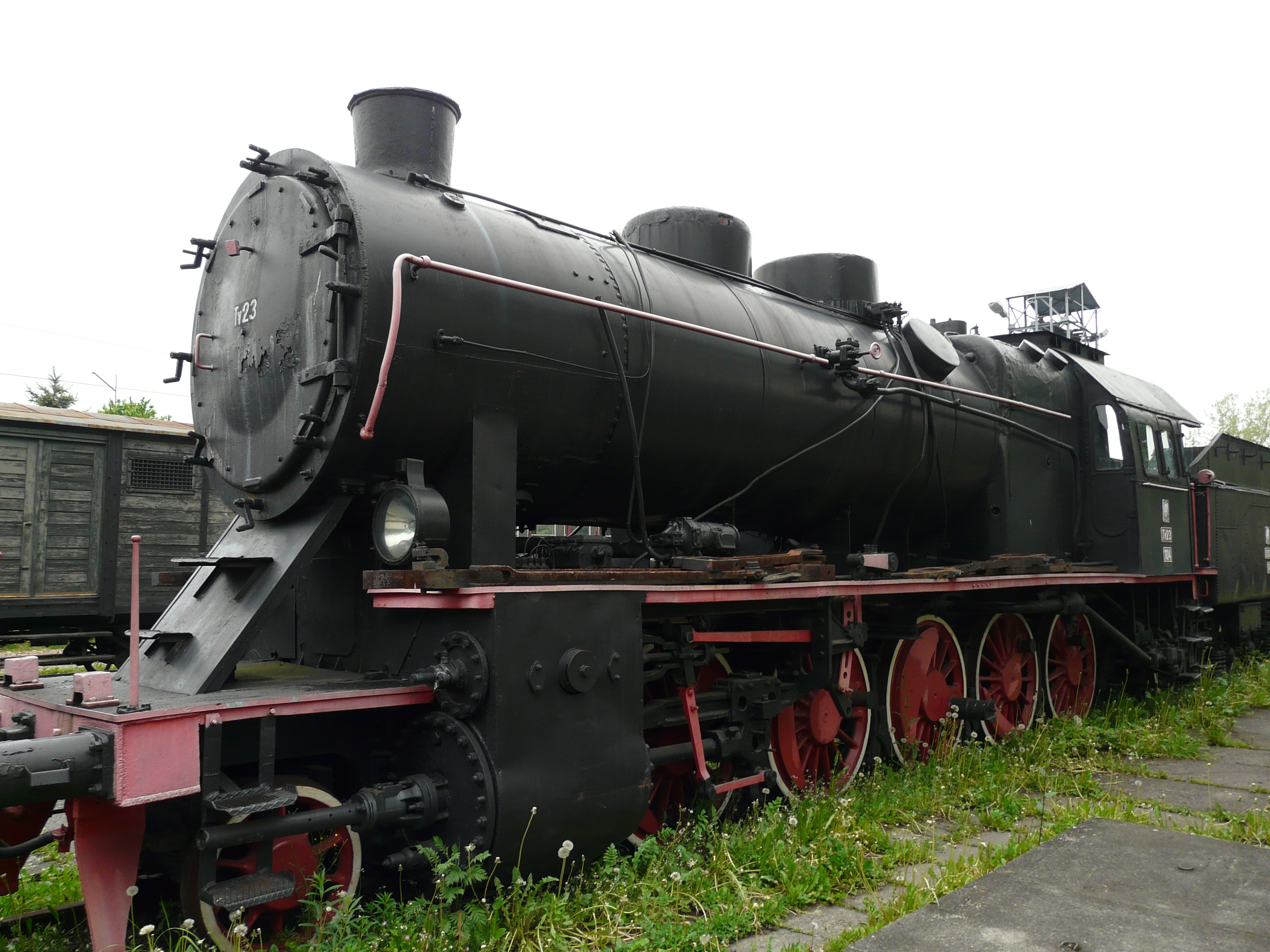
Lokomotiva Ty23-104 v Chabówce

Řada Ty23 je řada polských parních lokomotiv, vyráběných v letech 1923 až 1934 v továrně HCP v Poznani. Lokomotivy tohoto typu byly používány především k přepravě zboží při výrobě a zpracování uhlí. Bylo vyrobeno asi 312 kusů. V roce 2010 byl stroj Ty23-104 rekonstruován zaměstnanci depa v Chabowce.